# 1930 a tudományban
Az 1930. év a tudományban és a technikában.

## Díjak
- Nobel-díjak
  - Fizikai Nobel-díj: Chandrashekhara Venkata Râman
  - Fiziológiai és orvostudományi Nobel-díj: Karl Landsteiner
  - Kémiai Nobel-díj: Hans Fischer

## Születések
- január 5. – Edward Givens amerikai űrhajós († 1967)
- január 20. – Buzz Aldrin amerikai űrhajós
- február 18. – Theodore Freeman amerikai űrhajós († 1964)
- március 15. – Martin Karplus megosztott Nobel-díjas osztrák születésű amerikai elméleti kémikus
- március 15. – Zsoresz Ivanovics Alfjorov fehérorosz származású, megosztott Nobel-díjas  szovjet, orosz fizikus, aki jelentősen hozzájárult a korszerű heterostrukturált fizika és elektronika tudományának kialakulásához († 2019)
- március 17. – James Irwin amerikai űrhajós († 1991)
- május 11. – Edsger Wybe Dijkstra holland matematikus, informatikus († 2002)
- május 19. – Kálmán Rudolf Emil amerikai magyar villamosmérnök, matematikus († 2016)
- május 28. – Frank Drake amerikai csillagász és asztrofizikus († 2022)
- június 2. – Charles Conrad amerikai űrhajós († 1999)
- június 22. – Jurij Petrovics Artyuhin orosz, mérnök-űrhajós († 1998)
- június 23. – Donn Eisele amerikai űrhajós († 1987)
- augusztus 5. – Neil Armstrong amerikai űrhajós, az első ember, aki egy idegen égitestre, a Holdra tette a lábát († 2012)
- szeptember 17. – Edgar Mitchell amerikai űrhajós († 2016)
- szeptember 17. – Thomas Stafford amerikai űrhajós
- október 22. – Donald H. Peterson amerikai mérnök, űrhajós († 2018)
- november 11. – Hugh Everett amerikai fizikus († 1982)
- november 14.– Edward White amerikai űrhajós († 1967)

## Halálozások
- május 13. – Fridtjof Nansen norvég sarkkutató, oceanográfus (* 1861)
- július 28. – Allvar Gullstrand Nobel-díjas svéd szemorvos (* 1862)
- augusztus 6. – Joseph Achille Le Bel francia kémikus (* 1847)
- szeptember 20. – Moritz Pasch német matematikus (* 1843)
- november 1. – Alfred Wegener német meteorológus, sarkkutató és földtantudós. Legfontosabb felfedezése a mai lemeztektonika elméletének alapjául szolgáló kontinensvándorlás gondolata (* 1880)
- november 5. – Christiaan Eijkman megosztott Nobel-díjas holland orvos és fiziológus (* 1858)
- december 13. – Fritz Pregl Nobel-díjas osztrák kémikus, orvos (* 1869)